# Тарн (река)
Тарн (фр. Tarn, окс. Tarn) — река на юге Франции, в Окситании, правый приток Гаронны. Длина 380,6 км, площадь бассейна — 15,7 тыс. км².

## Гидрография

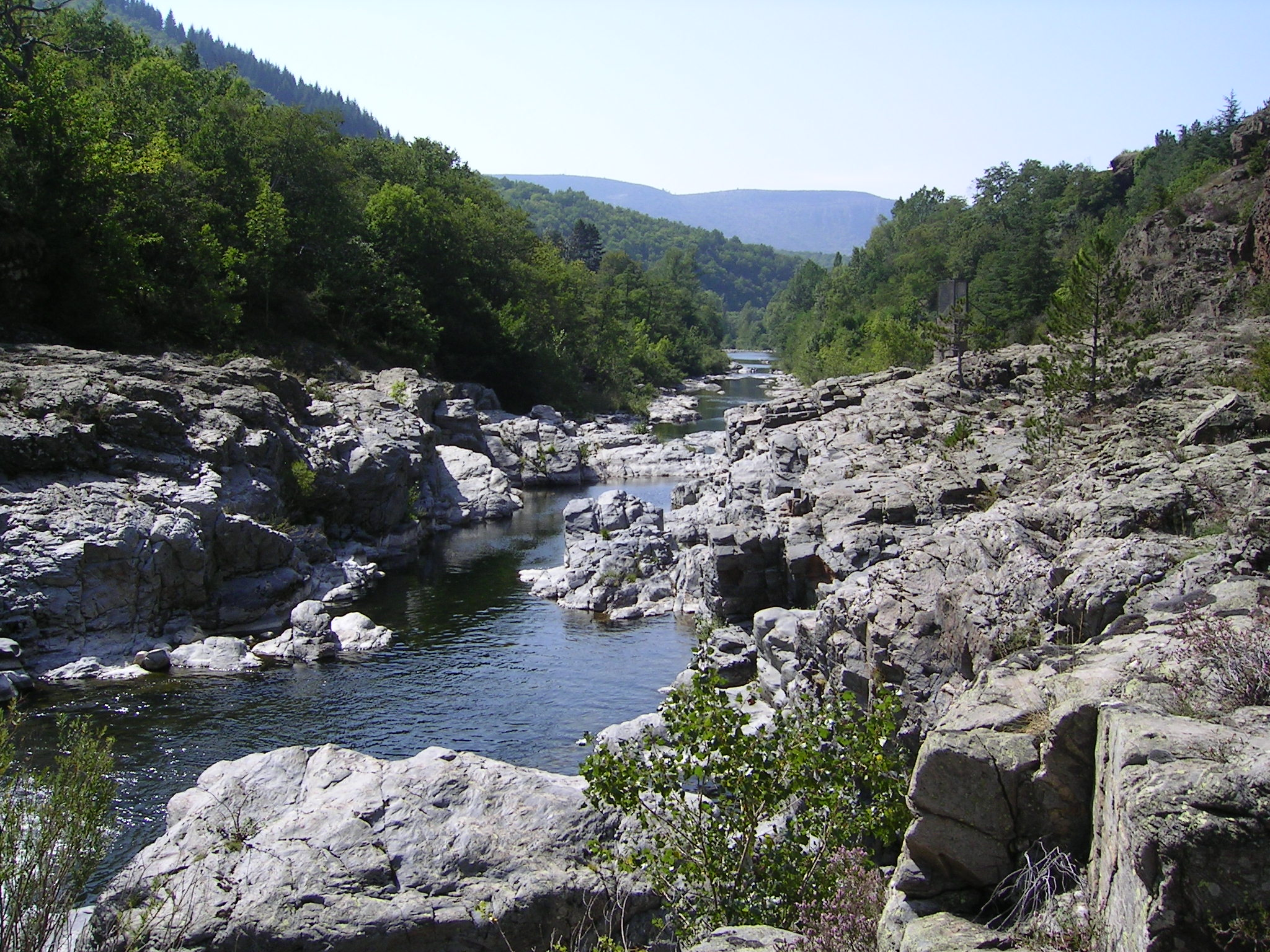
Тарн возле коммуны Кокюре

Тарн берёт начало в Севеннах, на горе Лозер в департаменте Лозер, ниже прорезает плато Косс, сложенное известняками, образуя ущелье Горж-дю-Тарн глубиной до 500 м. В нижнем течении выходит на равнину, впадает в Гаронну возле Кастельсарразена в департаменте Тарн и Гаронна. Выше города Альби на Тарне расположен водопад Сабо. Высота истока — 1575 м над уровнем моря.
Средний расход воды около 140 м³/с. Для Тарна характерно весеннее половодье, летом бывают дождевые паводки.
Река Тарн известна своими катастрофическими наводнениями. В ходе знаменитого наводнения 1930 года уровень воды в Тарне в районе Монтобана поднялся на 17 м, причем расход воды составлял 7000 м³/с. В результате наводнения были разрушены тысячи домов, около 300 человек погибли.

## Хозяйственное использование
В низовьях река судоходна. На реке выстроен ряд гидроэлектростанций.
На реке расположены города Монтобан, Альби, Мийо и др. Через Тарн перекинут виадук Мийо — вантовый мост, самый высокий транспортный мост в мире.